# Brecha digital global
La brecha digital global describe las disparidades globales, principalmente entre países desarrollados y en desarrollo, en cuanto al acceso a recursos informáticos y de información, como Internet, así como a las oportunidades que surgen de dicho acceso. Esta brecha señala una desigualdad digital existente, al igual que con unidad de análisis más pequeña pero extendida a nivel global.
La expansión acelerada de Internet ha causado que no todos los países, especialmente aquellos en desarrollo, puedan mantenerse al día con los cambios constantes. El término "brecha digital" no significa necesariamente que alguien no tenga tecnología; podría simplemente significar que hay una diferencia en la tecnología. Estas diferencias pueden referirse, por ejemplo, a la posibilidad de acceso a ordenadores de alta calidad, Internet rápido, asistencia técnica o servicios telefónicos.

## Estadísticas

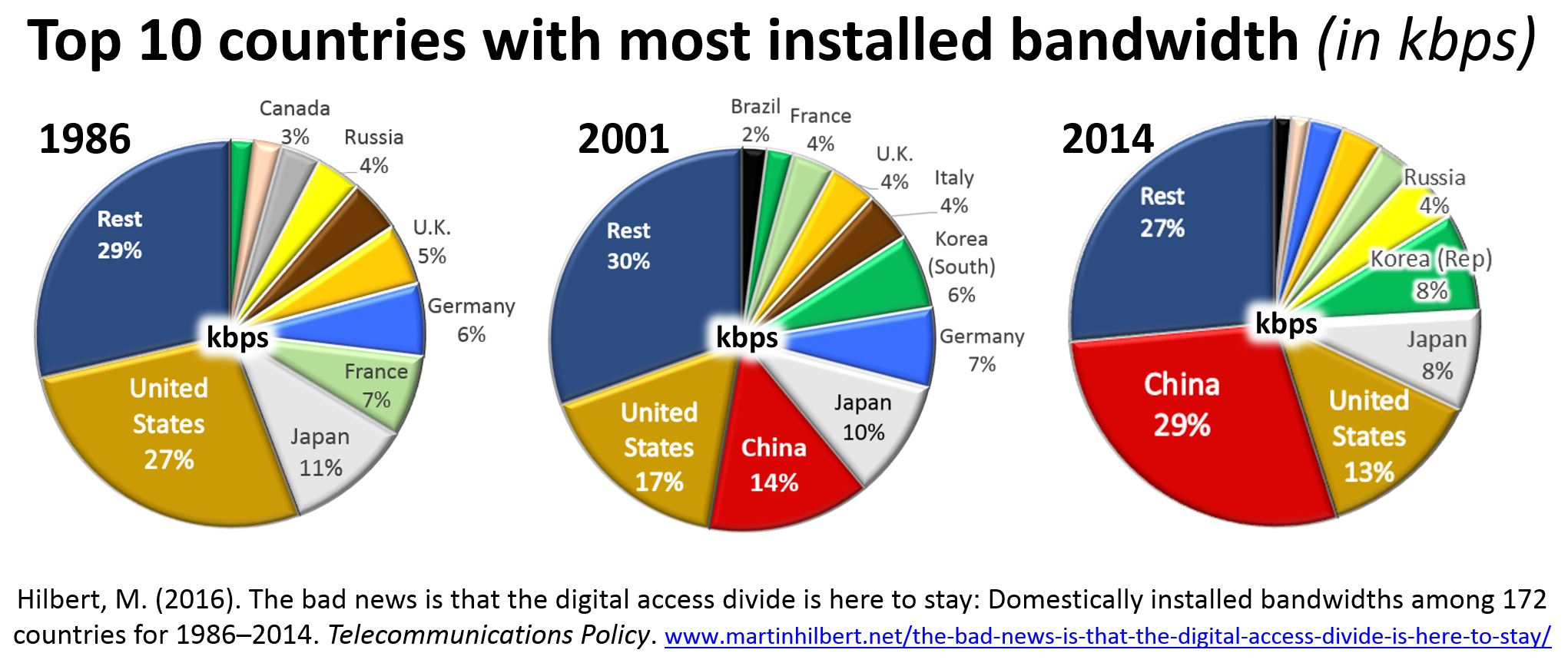

Existe una gran desigualdad a nivel mundial en cuanto a la distribución del ancho de banda de telecomunicaciones instalado. En 2014, tres países (China, Estados Unidos, Japón) albergaban el 50% del potencial de ancho de banda instalado en el mundo e históricamente entre el 70% y el 75% ha sido albergado por solo diez países (véase la figura de la derecha). Estados Unidos perdió su liderazgo mundial en términos de ancho de banda instalado en 2011, siendo reemplazado por China, que albergaba más del doble del potencial de ancho de banda nacional en 2014 (29 % frente al 13 % del total mundial de Estados Unidos).

Source: International Telecommunication Union.

Fuente: International Telecommunication Union.

Fuente: International Telecommunication Union.

| Región                              | 2005 | 2010 | 2017   | 2019  | 2021  |
| ----------------------------------- | ---- | ---- | ------ | ----- | ----- |
| África                              | 2%   | 10%  | 21.8%% | 27.7% | 39.7% |
| América                             | 36%  | 49%  | 65.9%  | 75.9% | 83.2% |
| Países árabes                       | 8%   | 26%  | 43.7%  | 55.2% | 70.3% |
| Asia y pacífico                     | 9%   | 23%  | 43.9%  | 48.9% | 64.3% |
| Comunidad de Estados Independientes | 10%  | 34%  | 67.7%  | 76.3% | 83.7% |
| Europa                              | 46%  | 67%  | 79.6%  | 81.7% | 89.5% |

| Subscripción | Lugar                               | 2007 | 2010 | 2014 | 2019   |
| ------------ | ----------------------------------- | ---- | ---- | ---- | ------ |
| Fija         | África                              | 0.1% | 0.2% | 0.4% | 0.4%   |
| Fija         | América                             | 11%  | 14%  | 17%  | 22%    |
| Fija         | Países árabes                       | 1%   | 2%   | 3%   | 8.1%   |
| Fija         | Asia y pacífico                     | 3%   | 6%   | 8%   | 14.4%  |
| Fija         | Comunidad de Estados Independientes | 2%   | 8%   | 14%  | 19.8%  |
| Fija         | Europa                              | 18%  | 24%  | 28%  | 31.9%  |
| Móvil        | África                              | 0.2% | 2%   | 19%  | 34%    |
| Móvil        | América                             | 6%   | 23%  | 59%  | 104.4% |
| Móvil        | Países árabes                       | 0.8% | 5%   | 25%  | 67.3%  |
| Móvil        | Asia y pacífico                     | 3%   | 7%   | 23%  | 89%    |
| Móvil        | Comunidad de Estados Independientes | 0.2% | 22%  | 49%  | 85.4%  |
| Móvil        | Europa                              | 15%  | 29%  | 64%  | 97.4%  |

## Contra la brecha digital
La brecha digital global es un caso especial de la brecha digital centrada en el hecho de que "Internet se ha desarrollado de forma desigual en todo el mundo"  : 681 . Esto provoca que algunos países queden rezagados en tecnología, educación, trabajo, democracia y turismo. El concepto de brecha digital fue popularizado originalmente en relación con la disparidad en el acceso a Internet entre las zonas rurales y urbanas de Estados Unidos. Esta disparidad aplicada a escala internacional es la brecha digital global.
La brecha digital global contribuye también a la desigualdad de acceso a los bienes y servicios disponibles gracias a la tecnología. Los ordenadores e Internet proporcionan a sus usuarios una educación de mayor calidad, lo que puede dar lugar a salarios más altos. Por lo tanto, las personas que viven en naciones con acceso limitado están en desventaja. Esta división global está relacionada con lo que a veces se denomina división Norte-Sur de las naciones más ricas del "norte" y las más pobres del "sur".

## Obstáculos para una solución
Hay quien sostiene que antes de lograr la inclusión digital hay que priorizar necesidades básicas como el acceso a una alimentación suficiente y a una atención sanitaria de calidad. Para minimizar la brecha digital mundial es necesario considerar y abordar los siguientes tipos de acceso:

### Acceso físico
Implica "la distribución de dispositivos TIC per cápita... y de líneas fijas por miles". : 306 Las personas necesitan tener acceso a ordenadores, teléfonos fijos y redes para poder acceder a Internet. Este obstáculo de acceso también es abordado en el artículo 21 de la Convención sobre los Derechos de las Personas con Discapacidad de Naciones Unidas.

### Acceso financiero
Se requieren medios financieros continuos para mantener el coste de los dispositivos TIC, el tráfico, las aplicaciones, la formación de técnicos y educadores, los programas informáticos, el mantenimiento y las infraestructuras. El acceso financiero y "los niveles de renta de los hogares desempeñan un papel importante en la ampliación de la brecha".

### Acceso sociodemográfico
Se ha identificado a partir de tests empíricos que varias características sociodemográficas fomentan o limitan el acceso y el uso de las TIC. Entre los distintos países, el nivel educativo y la renta son las variables explicativas más potentes, siendo la edad la tercera.
Existe una brecha de género global en el acceso y uso de las TIC, pero los datos empíricos demuestran que se debe a condiciones desfavorables en materia de empleo, educación e ingresos, y no a tecnofobia o menor capacidad. En los contextos estudiados, las mujeres que cumplían los requisitos de acceso y uso resultaron ser usuarias más activas de las herramientas digitales que los hombres. En Estados Unidos, por ejemplo, las cifras de 2018 muestran que el 89 % de los hombres y el 88 % de las mujeres usan Internet.

### Acceso cognitivo
Para utilizar tecnología informática, es necesario un cierto nivel de alfabetización informacional. Otros desafíos incluyen la sobrecarga de información y la capacidad de encontrar y utilizar información fiable.

### Acceso por diseño
Personas con diferentes capacidades físicas y de aprendizaje deben tener acceso a ordenadores. La Sección 508 de la Ley de Rehabilitación modificada por la Ley de Inversión en la Fuerza Laboral de 1998 obliga al cumplimiento de esta facilitación de acceso. 

### Acceso institucional
Para ilustrar el acceso institucional, Wilson afirma que "el número de usuarios depende en gran medida de si el acceso se ofrece sólo a través de los hogares individuales o si se ofrece a través de escuelas, centros comunitarios, instituciones religiosas, cibercafés u oficinas de correos, especialmente en los países pobres, donde el acceso a los ordenadores en el trabajo o en casa es muy limitado". : 303 

### Acceso político
Guillén y Suárez sostienen que "los regímenes políticos democráticos permiten un crecimiento más rápido de Internet que los regímenes autoritarios o totalitarios". : 687 Internet se considera una forma de democracia electrónica, e intentar controlar lo que los ciudadanos pueden ver lo contradice. Recientemente han tenido lugar situaciones en Irán y China que han impedido a la gente la posibilidad de acceder y difundir información a través de algunas páginas web. Irán ha prohibido el uso de Internet de alta velocidad y ha retirado muchas antenas parabólicas con el propósito de evitar la influencia de la cultura occidental, como la música y la televisión.

### Acceso cultural
Muchos expertos afirman que salvar la brecha digital no es suficiente y que las imágenes y el lenguaje deben expresarse de forma que puedan entenderse en diferentes culturas. Un estudio de 2013 realizado por el Pew Research Center señalaba cómo los participantes que realizaban una encuesta en español tenían casi el doble de probabilidades de no utilizar internet.

## Ejemplos
A comienzos del siglo XXI, los ciudadanos de países desarrollados disponen de muchos servicios de Internet que no están ampliamente disponibles en países en desarrollo, entre ellos:
- En relación con el punto anterior, los teléfonos móviles y los pequeños dispositivos electrónicos de comunicación.
- Comunidades electrónicas y redes sociales.
- Conexiones rápidas a Internet de banda ancha, que permiten aplicaciones avanzadas de Internet.[22]
- Acceso asequible y generalizado a Internet, ya sea a través de ordenadores personales en casa o en el trabajo, de terminales públicos en bibliotecas públicas y cibercafés o de puntos de acceso inalámbricos.
- Comercio electrónico habilitado por redes de pago electrónico eficientes como las tarjetas de crédito y servicios de envío fiables.
- Globos virtuales con callejeros en los que se puede buscar hasta la dirección de cada calle y fotografías aéreas y por satélite detalladas.
- Sistemas de investigación en línea como LexisNexis y ProQuest, que permiten a los usuarios consultar artículos de periódicos y revistas que pueden tener siglos de antigüedad, sin tener que salir de casa.
- Lectores electrónicos como Kindle, Sony Reader, Samsung Papyrus e Iliad de iRex Technologies.
- Motores de precios como Google Shopping, que ayudan a los consumidores a encontrar los mejores precios posibles en Internet, y servicios similares como ShopLocal, que encuentran los mejores precios posibles en los minoristas locales.
- Prestación electrónica de servicios gubernamentales, como la posibilidad de pagar impuestos, tasas y multas en línea.
- Fomentar el compromiso cívico a través de la administración electrónica y otras fuentes, como la búsqueda de información sobre candidatos en relación con situaciones políticas.

## Soluciones globales
Hay cuatro argumentos concretos sobre por qué es importante cerrar la brecha digital global:
- Igualdad económica: por ejemplo, el teléfono a menudo se considera uno de los componentes más importantes, porque tener acceso a un teléfono que funcione puede conducir a una mayor seguridad. Si hubiera una emergencia, uno podría pedir ayuda fácilmente si pudiera usar un teléfono cercano. Otro ejemplo de esto es que muchas tareas relacionadas con el trabajo se realizan en línea, y es posible que las personas sin acceso a Internet no puedan completar el trabajo según los estándares de la empresa. Algunos consideran que Internet es un componente básico de la vida cívica que los países desarrollados deberían garantizar a sus ciudadanos. Además, los servicios de asistencia social, por ejemplo, a veces se ofrecen a través de Internet.[23]
- Movilidad social: el uso de ordenadores e Internet se considera muy importante para el desarrollo y el éxito. Sin embargo, algunos niños no reciben tanta educación técnica como otros, porque las áreas socioeconómicas más bajas no pueden permitirse proporcionar instalaciones informáticas a las escuelas. Por esta razón, algunos niños están siendo separados y no reciben la misma oportunidad que otros de tener éxito.[23]
- Democracia: algunas personas creen que eliminar la brecha digital ayudaría a los países a convertirse en democracias más sanas. Argumentan que las comunidades se involucrarían mucho más en eventos como las elecciones o la toma de decisiones.[23]
- Crecimiento económico: se cree que las naciones menos desarrolladas podrían obtener un acceso rápido al crecimiento económico si la infraestructura de la información se desarrollara y utilizara bien. Al mejorar las últimas tecnologías, ciertos países e industrias pueden obtener una ventaja competitiva.[23]

Además de estos, hay un par de componentes que deben tenerse en cuenta. El primero es la vida rural frente a la vida suburbana. Las zonas rurales solían tener un acceso mínimo a Internet, pero hoy en día utilizan líneas eléctricas y satélites para aumentar la disponibilidad. Otro componente a tener en cuenta son las discapacidades. Algunas personas pueden disponer de las tecnologías de mayor calidad, pero una discapacidad que padezcan puede impedirles utilizarlas en toda su extensión.
Basándose en estudios previos (Gamos, 2003; Nsengiyumva y Stork, 2005; Harwit, 2004), James afirma que, en los países en desarrollo, "el uso de Internet se ha producido de forma abrumadora entre los segmentos de renta alta, educados y urbanos" en gran parte debido a las altas tasas de alfabetización de ese sector de la población. : 58 Por lo tanto, James sugiere que es necesario como parte de la solución que los países en desarrollo mejoren primero las habilidades de alfabetización/idioma, alfabetización informática y competencia técnica necesarias para que las poblaciones rurales y de bajos ingresos puedan hacer uso de las TIC.
También se ha sugerido que existe una correlación entre las democracias y el crecimiento de Internet. Una hipótesis de Gullen es: "Cuanto más democrático es el sistema político, mayor es el uso de Internet... El gobierno puede intentar controlar Internet monopolizando el control" y Norris et al. también sostiene: "Si hay menos control gubernamental, Internet florece, y es asociado a una mayor democracia y libertades civiles".
Pick y Azari afirman que, desde una perspectiva económica, "en países en desarrollo... la inversión extranjera directa (IED), la educación primaria, la inversión en educación, el acceso a la educación y la priorización de las TIC por parte de los gobiernos son cruciales". : 112 Algunas soluciones concretas que proponen son: "invertir en estimular, atraer y aumentar la fuerza laboral científica y técnica creativa; aumentar el acceso a la educación y la alfabetización digital; reducir la brecha de género y empoderar a las mujeres para que participen en la fuerza laboral de las TIC; enfatizar la inversión en investigación y desarrollo para áreas metropolitanas y regiones determinadas en los países". : 111 
Existen proyectos en todo el mundo que han aplicado, en distinta medida, las soluciones propuestas previamente, como los Centros de Tecnologías de la Información y la Comunicación (centros TIC). Rahnman explica que "el papel principal de los intermediarios de las TIC se define como una organización que proporciona apoyo eficaz a las comunidades locales en el uso y la adaptación de la tecnología. Lo más habitual es que un intermediario de TIC sea una organización especializada ajena a la comunidad, como una ONG, un gobierno local o un donante internacional. Por otro lado, un intermediario social se define como una institución local dentro de la comunidad, como una organización de base comunitaria. : 128 
Otras soluciones facilitadas por internet que han sido propuestas para los países en desarrollo son la provisión de comunicaciones eficientes nacionales e internacionales para que los ciudadanos de todo el mundo puedan ayudarse mutuamente de forma eficaz. Los bancos Grameen y los préstamos Kiva son dos sistemas de microcréditos diseñados para ayudar a los ciudadanos de todo el mundo a contribuir en línea a la iniciativa empresarial en las comunidades en desarrollo. Algunos ejemplos de oportunidades económicas que surgen son emprendedores que pueden permitirse el hardware y el acceso de banda ancha necesarios para mantener cibercafés y agroindustrias con control sobre las semillas que plantan.
En el Instituto de Tecnología de Massachusetts, la organización IMARA (de la palabra idioma suajili que significa "poder") patrocina diversos programas de divulgación que salvan la brecha digital global. Su objetivo es encontrar y aplicar soluciones sostenibles a largo plazo que aumenten la disponibilidad de tecnología y recursos educativos para las comunidades nacionales e internacionales. Estos proyectos se llevan a cabo bajo los auspicios del Laboratorio de Ciencias de la Computación e Inteligencia Artificial del Instituto de Tecnología de Massachusetts (CSAIL) y cuentan con voluntarios del MIT que imparten formación, instalan y donan equipos informáticos en Gran Boston, Kenia, reservas indígenas del suroeste de Estados Unidos como la Nación Navajo, Oriente Medio y las islas Fiyi. El proyecto CommuniTech se esfuerza por capacitar a las comunidades desfavorecidas mediante la tecnología sostenible y la educación. Según Dominik Hartmann, del Media Lab del MIT, se necesitan enfoques interdisciplinarios para superar la brecha digital mundial.
Basándose en la premisa de que cualquier solución efectiva debe ser descentralizada, permitiendo que las comunidades locales en países en desarrollo generen contenido, un académico ha planteado que las redes sociales podrían ser herramientas valiosas para reducir la brecha digital. Amir Hatem Ali argumenta que "la popularidad y la naturaleza generativa de las redes sociales permiten a las personas superar algunos de los principales obstáculos para abordar la brecha digital". : 188  Las estadísticas de Facebook respaldan esta afirmación. Según la empresa, más del 75% de sus usuarios residen fuera de los Estados Unidos, y en su plataforma se pueden encontrar más de 70 idiomas. Las razones detrás de esta amplia base de usuarios internacionales se deben a las diversas cualidades de Facebook y otras redes sociales. Estas incluyen su capacidad para facilitar la interacción entre personas, su facilidad de uso y el hecho de que la mayoría de los servicios se ofrecen de forma gratuita. Sin embargo, la limitación de las redes sociales radica en la necesidad de un acceso físico para utilizarlas. A pesar de esto, gracias a su potencial para fomentar la inclusión digital, las redes sociales pueden ser utilizadas como herramientas para cerrar la brecha digital a nivel global.
Varias ciudades en todo el mundo han implementado programas con el objetivo de reducir la brecha digital entre sus residentes, incluyendo a niños en edad escolar, estudiantes, padres y ancianos. Uno de estos programas, establecido en 1996 y respaldado por la ciudad de Boston, es la Boston Digital Bridge Foundation. Se concentra especialmente en los niños en edad escolar y sus padres, ayudando a que ambos conozcan por igual y de manera similar los ordenadores, el uso de programas de aplicación y la navegación por Internet.

### Free Basics
Free Basics es una asociación entre la empresa de servicios de redes sociales Facebook y las seis empresas Samsung, Ericsson, MediaTek, Opera Software, Nokia y Qualcomm con el objetivo de ofrecer acceso asequible a servicios de Internet seleccionados en países menos desarrollados. Su propósito es mejorar la eficiencia y facilitar el desarrollo de nuevos modelos de negocio relacionados con la provisión de acceso a Internet. En el documento técnico redactado por Mark Zuckerberg, fundador y CEO de Facebook, se sostiene que la conectividad es un "derecho humano" y se establece Internet.org para mejorar el acceso a Internet de personas de todo el mundo.
"Free Basics proporciona a las personas acceso a servicios útiles en sus dispositivos móviles en mercados donde el acceso a Internet puede ser menos asequible. Los sitios web están disponibles de forma gratuita, sin incurrir en cargos por consumo de datos, y abarcan contenido relacionado con noticias, empleo, salud, educación, información local, entre otros. Al presentar a las personas los beneficios de Internet a través de estos sitios web, nuestro objetivo es atraer a más personas al mundo en línea y contribuir a mejorar sus vidas".
Sin embargo, Free Basics ha sido acusado de violar la neutralidad de la red al limitar el acceso a servicios cuidadosamente elegidos. A pesar de su amplia implementación en varios países, la iniciativa ha enfrentado una fuerte resistencia, especialmente en India, donde finalmente fue prohibida por la Autoridad Reguladora de Telecomunicaciones de India en 2016.

### Constelaciones de satélites
Durante la última década, se han ideado varios proyectos con el objetivo de proporcionar acceso a internet a todo el mundo mediante una constelación de satélites. Uno de estos proyectos es Starlink de la compañía SpaceX. A diferencia de Free Basics, Starlink tiene como objetivo brindar a las personas un acceso completo a Internet, sin limitarse a unos pocos servicios seleccionados. La misma semana que se anunció Starlink, el empresario en serie Richard Branson anunció su propio proyecto OneWeb, una constelación similar con aproximadamente 700 satélites.
El mayor obstáculo para estos proyectos es el coste astronómico, financiero y logístico de lanzar tantos satélites. Después de los fracasos de las empresas espaciales anteriores que intentaron proporcionar servicios satelitales a consumidores, el consultor de la industria satelital, Roger Rusch, afirmó que sería muy difícil lograr un negocio exitoso con este enfoque. Elon Musk ha reconocido públicamente esta realidad comercial y, a mediados de 2015, indicó que, aunque se esfuerza por desarrollar este sistema de comunicación basado en el espacio, que presenta complicaciones técnicas, desea evitar que la empresa se expanda demasiado rápido y afirmó que están evaluando cuidadosamente el ritmo de desarrollo.

### Un ordenador portátil por niño
One Laptop per Child (OLPC) fue otro intento de reducir la brecha digital.  Esta organización, fundada en 2005, se dedicó a proporcionar computadoras portátiles de bajo costo llamadas "XO" a niños en regiones pobres y aisladas en países en desarrollo. Estos ordenadores portátiles, comúnmente conocidos como "laptops de $100" aunque los costos reales de producción varían, se asignaron a cada niño y les brindaron una oportunidad de acceso al aprendizaje digital y a Internet. Las computadoras portátiles XO fueron diseñadas para resistir condiciones difíciles y fueron adaptadas a las necesidades y contextos de las aldeas remotas. Cada dispositivo fue diseñado para tener un consumo de energía mínimo, una pantalla legible a la luz del sol y la capacidad de conectarse automáticamente en red con otras computadoras portátiles XO para acceder a Internet; hasta 500 máquinas podían compartir un único punto de acceso. El proyecto desapareció en 2014.

## Cumbre Mundial sobre la Sociedad de la Información
Algunos de los 67 principios adoptados en la Cumbre Mundial sobre la Sociedad de la Información, convocada por las Naciones Unidas en Ginebra en 2003, se centran directamente la brecha digital:
10. Somos plenamente conscientes de que las ventajas de la revolución de la tecnología de la información están en la actualidad desigualmente distribuidas entre los países desarrollados y en desarrollo, así como dentro de las sociedades. Estamos plenamente comprometidos a convertir la brecha digital en una oportunidad digital para todos, especialmente aquellos que corren peligro de quedar rezagados y aún más marginados.
11. Estamos empeñados en materializar nuestra visión común de la Sociedad de la Información, para nosotros y las generaciones futuras. Reconocemos que los jóvenes constituyen la fuerza de trabajo del futuro, son los principales creadores de las TIC y también los primeros que las adoptan. En consecuencia, deben fomentarse sus capacidades como estudiantes, desarrolladores, contribuyentes, empresarios y encargados de la adopción toma de decisiones. Debemos centrarnos especialmente en los jóvenes que no han tenido aún la posibilidad de aprovechar plenamente las oportunidades que brindan las TIC. También estamos comprometidos a garantizar que, en el desarrollo de las aplicaciones y la explotación de los servicios de las TIC, se respeten los derechos de los niños y se vele por su protección y su bienestar.
12. Afirmamos que el desarrollo de las TIC brinda ingentes oportunidades a las mujeres, las cuales deben ser parte integrante y participantes clave de la Sociedad de la Información. Nos comprometemos a garantizar que la Sociedad de la Información fomente la potenciación de las mujeres y su plena participación, en pie de igualdad, en todas las esferas de la sociedad y en todos los procesos de adopción de decisiones. A dicho efecto, debemos integrar una perspectiva de igualdad de género y utilizar las TIC como un instrumento para conseguir este objetivo.
13. Al construir la Sociedad de la Información, a las necesidades especiales de los grupos marginados y vulnerables de la sociedad, en particular los migrantes, las personas internamente desplazadas y los refugiados, los desempleados y las personas desfavorecidas, las minorías y las poblaciones nómadas. Reconoceremos, por otra parte, las necesidades especiales de personas de edad y las personas con discapacidades.
14. Estamos resueltos a potenciar a los pobres, especialmente los que viven en zonas distantes, rurales y urbanas marginadas, para acceder a la información y utilizar las TIC como instrumento de apoyo a sus esfuerzos para salir de la pobreza.
15. En la evolución de la Sociedad de la Información, se debe prestar particular atención a la situación especial de los pueblos indígenas, así como a la preservación de su legado y su patrimonio cultural.
16. Seguimos concediendo especial atención a las necesidades particulares de los habitantes de los países en desarrollo, los países con economías en transición, los países menos adelantados, los pequeños países insulares en desarrollo, los países en desarrollo sin litoral, los países pobres muy endeudados, los países y territorios ocupados, los países que se están recuperando de conflictos y los países y regiones con necesidades especiales, así como a las situaciones que plantean amenazas graves al desarrollo, tales como las catástrofes naturales.
21. La conectividad es un factor habilitador indispensable en la creación de la Sociedad de la Información. El acceso universal, ubicuo, equitativo y asequible a la infraestructura y los servicios de las TIC constituye uno de los retos de la Sociedad de la Información y debe ser un objetivo de todos las partes interesadas que participan en su creación. La conectividad también abarca el acceso a la energía y a los servicios postales, que debe garantizarse de conformidad con la legislación nacional de cada país.
28. Nos esforzamos en promover el acceso universal, con las mismas oportunidades para todos, al conocimiento científico y la creación y divulgación de información científica y técnica, con inclusión de las iniciativas de acceso abierto para las publicaciones científicas.
46. Se insta enérgicamente a los Estados a que, en la construcción de la Sociedad de la Información, tomen las disposiciones necesarias para evitar, y se abstengan de adoptar, medidas unilaterales no conformes con el derecho internacional y con la Carta de las Naciones Unidas, que impidan la plena consecución del desarrollo económico y social de la población de los países afectados, y que menoscaben el bienestar de sus ciudadanos.